# Europamästerskapet i baseboll 1981
Europamästerskapet i baseboll 1981 var det 17:e Europamästerskapet i baseboll och spelades i Haarlem i Nederländerna.
Turneringen vanns av Nederländerna, som därmed tog sin elfte titel, före Italien och Sverige. Detta var första gången som Sverige tog en medalj i Europamästerskapet i baseboll.

## Slutställning
| Placering | Land          | Vinster | Förluster |
| --------- | ------------- | ------- | --------- |
| 1         | Nederländerna | 8       | 0         |
| 2         | Italien       | 4       | 4         |
| 3         | Sverige       | 3       | 5         |
| 4         | Belgien       | 3       | 5         |

### Webbkällor
- ”1981 European Championship” (på engelska). Baseball-Reference.com. http://www.baseball-reference.com/bullpen/1981_European_Championship. Läst 30 juli 2014.
- ”Europees kampioenschap: Eindstand 1981” (på nederländska). de Nederlandse honkbalsite. Arkiverad från originalet den 20 november 2008. https://web.archive.org/web/20081120214957/http://www.honkbalsite.com/archief/ek_eindstanden/ek_1981.html. Läst 30 juli 2014.